# Бамбари
Бамба́ри (фр. Bambari; санго Bämbärî) — город префектуры Уака в Центральноафриканской Республике. Город расположен близ реки Уака. Население — 41 356 чел. (по данным 2003 года), 83 029 (2021, оценка). В окрестностях города находятся крупные месторождения железных руд.